# Municipalità locale di Siyathemba
Siyathemba è una municipalità locale (in inglese Siyathemba Local Municipality) appartenente alla municipalità distrettuale di Pixley ka Seme della Provincia del Capo Settentrionale in Sudafrica. 
In base al censimento del 2001 la sua popolazione è di 17.512 abitanti.
La sede amministrativa e legislativa è la città di Prieska e il suo territorio si estende su una superficie di 10.024 km² ed è suddiviso in 4 circoscrizioni elettorali (wards). Il suo codice di distretto è NC077.

## Geografia fisica

### Confini
La municipalità locale di Siyathemba confina a nord, con quella di !Kheis (Siyanda), a nord, a est e a sud con il District Management Areas NCDMA07, a est con quella di Thembelihle e a ovest con il District Management Areas NCDMA08.

### Città e comuni
- E'Thembeni
- Marydale
- Niekerkshoop
- Prieska
- Westerberg

### Fiumi
- Brak
- Droe
- Kalkgat se Loop
- Orange
- Rooiloop

### Dighe
- Boegoeberg Dam